# Warngau

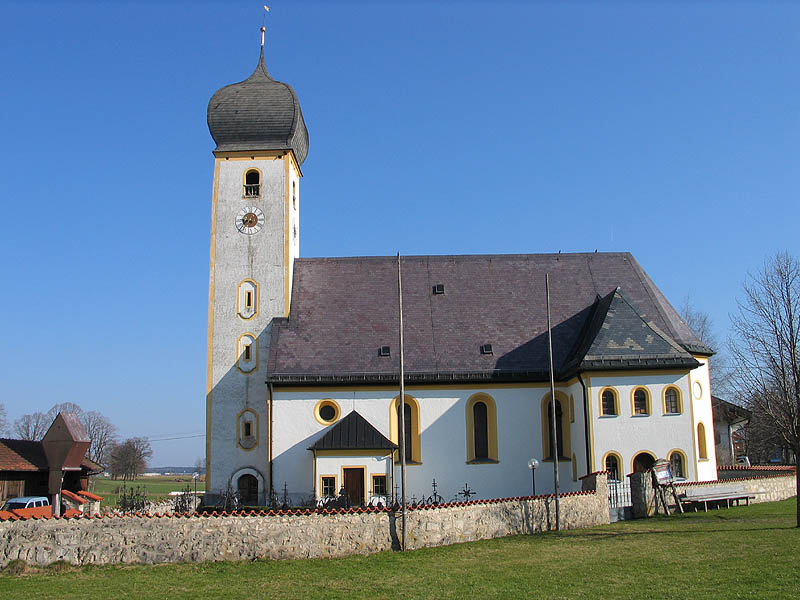
Kościół pw. Wniebowstąpienia NMP (Maria Himmelfahrt)

Warngau – miejscowość i gmina w południowych Niemczech, w kraju związkowym Bawaria, w rejencji Górna Bawaria, w regionie Oberland, w powiecie Miesbach. Leży około 10 km na północny zachód od Miesbach, przy drodze B318 i linii kolejowej Monachium – Lenggries.

## Demografia
Dane o ludności z 31 grudnia 2008:
| Opis                                | Ogółem | Ogółem | Kobiety | Kobiety | Mężczyźni | Mężczyźni |
| ----------------------------------- | ------ | ------ | ------- | ------- | --------- | --------- |
| Jednostka                           | osób   | %      | osób    | %       | osób      | %         |
| Populacja                           | 3700   | 100    | 1842    | 49,78   | 1858      | 50,22     |
| Wiek przedprodukcyjny (0–17 lat)    | 810    | 21,89  | 392     | 10,59   | 418       | 11,3      |
| Wiek produkcyjny (18–65 lat)        | 2334   | 63,08  | 1151    | 31,11   | 1183      | 31,97     |
| Wiek poprodukcyjny (powyżej 65 lat) | 556    | 15,03  | 299     | 8,08    | 257       | 6,95      |

## Polityka
Wójtem gminy jest Klaus Thurnhuber z FWGWW, wcześniej urząd ten obejmował Lorenz Aigner, rada gminy składa się z 16 osób.
|      | CSU | Zieloni | FWGWW | DL | Razem |
| 2008 | 7   | 3       | 5     | 1  | 16    |
| 2002 | 8   | 2       | 6     | -  | 16    |